# Francisco de Sales Torres Homem
Francisco de Sales Torres Homem (Río de Janeiro, 29 de enero de 1812 - París, 3 de junio de 1876), Vizconde de Inhomirim, fue médico, abogado, periodista, escritor adscrito al romanticismo, diputado, senador, alto funcionario del Tesoro Nacional, presidente del Banco de Brasil y ministro de hacienda. Único afrobrasilero en dirigir la economía de Brasil en su historia.

## Biografía
Francisco de Sales Torres Homem nace el 29 de enero de 1812, en Río de Janeiro, Brasil. Su padre, Apolinário Torres Homem, era comerciante, quien casó con María Patrícia, comerciante ambulante mulata, apodada Usted me mata.
Después de concluir su carrera de medicina en la Academia Médico-Quirúrgica de Río de Janeiro, en 1832, fue inscrito por Evaristo Ferreira da Veiga en la Sociedad Defensora de la Libertad e Independencia Nacional, que era una sociedad política representante del partido liberal moderado, y llevado a escribir artículos políticos para periódicos. Si bien al principio desistía de esta tarea, según él por carecer de conocimientos e interés político, el mismo Ferreira da Veiga le hace cambiar de opinión al elogiarle su primer artículo en el periódico Aurora Fluminense. En París, estudia derecho especializándose en política económica.
Mantiene una amistad desde la infancia con Domingos José Gonçalves de Magalhães quien lo llevó a acercarse al Instituto Histórico de París, en donde en 1834, junto con el poeta Manuel de Araújo Porto-Alegre y diserta sobre el estado de las ciencias en Brasil: Resumo da História da Literatura, das Ciências e das Artes no Brasil por três brasileiros, membros do Instituto Histórico. En 1836, junto con Gonçalves de Magalhães, Araújo Porto-Alegre y João Manuel Pereira da Silva, fundan la revista Niterói, considerada el marco inicial del romanticismo literario de Brasil.
Regresa a Brasil en 1837, y escribe en el Jornal dos Debates Políticos e Literários (1837 –1838), en cual tenía por colaboradores a sus compañeros de estudio en Francia. El Jornal dos Debates, fue un periódico de doctrinas liberales, opuesto al gobierno del regente Padre Feijó, que por su redacción tenía un notable efecto en el pueblo. Más tarde escribiría para el Despertador (1838 – 1841) y el Maiorista (1838 –1841).
En 1842, entra a la Sociedad de los Patriarcas Invisibles, organización secreta de carácter revolucionario, que tomó armas en contra de la monarquía, lo que le valió un destierro en Portugal por algunos meses.
Al regresar en 1843, funda junto con Gonçalves de Magalhães y Araújo Porto-Alegre un periódico de ciencias, letras y artes, llamado Minerva Brasiliense. Un año después, junto con Araújo Porto-Alegre, lanza la revista Lanterna Mágica, primera publicación de humor político de la prensa brasilera, ilustrada con caricaturas, que circuló con 11 ediciones.
En la política, funge como diputado por Ceará (1842-1844) y posteriormente, por Minas Gerais (1845-1847) y el estado de Río de Janeiro (1848-1850).
En 1849, siendo redactor del periódico Correio Mercantil desde hacía un año, publica en las páginas de este medio su famoso Libelo do Povo; usando el seudónimo de Timandro, Torres Homem criticó a la casa imperial de Braganza por la conducción de Brasil, quien a su vez sería criticado por los simpatizantes de la monarquía. Su Libelo do povo era una protesta liberal en contra de las medidas arbitrarias usadas por la corona para suprimir la revuelta liberal de 1848 en Pernambuco y para prevenir la promesa de independencia, "renovación social y política." En 1852, con la instalación de un Ministerio de Conciliación, los ataques disminuyeron, sin embargo, Torres Homem no dejó de ser un firme opositor al régimen.
Del 12 de diciembre de 1858 al 10 de octubre de 1859, funge como Ministro de Hacienda. Como tal, fue considerado metalista al ser férreo defensor de la restricción monetaria y de una moneda respaldada por el oro. Al llegar al Senado en 1870, se dedica a defender la libertad de los hijos de esclavos, lo que le valió, un año después, la encomienda de la Orden de Cristo, y posteriormente, el título de Vizconde de Inhomirim.
Al final de su vida, abatido y enfermo de asma, nuevamente revela su desobediencia al Imperio al viajar al exterior para tratarse sin haber pedido licencia. Regresa a Brasil para retomar su trabajo legislativo, pero su estado de salud lo hace ir a París, en donde muere el 3 de junio de 1876.